# Шевцова Любов Григорівна
Любо́в Григо́рівна Шевцо́ва (рос. Любо́вь Григо́рьевна Шевцо́ва; 8 вересня 1924, Ізварине — 9 лютого 1943, Ровеньки) — радянська підпільниця, членкиня штабу підпільної молодіжної організації «Молода гвардія». Герой Радянського Союзу (1943).

## Життєпис
Народилася в селищі Ізварине Краснодонського району. У 1927 році сім'я Шевцових переїхала в Краснодон. Батько Григорій Ілліч, мати Єфросинія Миронівна, Любов - їх єдина дочка. Навчаючись у школі, відрізнялася веселим характером, перемагала на спортивних змаганнях, брала участь в художній самодіяльності і відвідувала гурток юннатів.
У лютому 1942 року Любов Шевцова вступила в ВЛКСМ. У квітні 1942 року за рекомендацією Краснодонського райкому комсомолу стала курсанткою Ворошиловградської школи підготовки партизан і підпільників, отримала тут спеціальність радистки.
Закінчивши школу, влітку 1942 року Шевцова була залишена для зв'язку в одній з підпільних груп, що діяли в окупованому Ворошиловграді. В її обов'язки входило передавати в Центр розвіддані, зібрані підпільниками. У середині серпня в результаті провалу явочної квартири одного з членів підпільної групи виникла небезпека арешту Шевцової. Після безуспішних спроб налагодити зв'язок з керівником групи змушена була виїхати в Краснодон. Тут встановлює зв'язок з молодіжним підпіллям, стає активною учасницею організації «Молода гвардія», а потім і членом її штабу.
Любов Шевцова поширювала листівки, вела розвідку, добувала медикаменти. Разом з Сергієм Тюленіним і Віктором Лук'янченком в грудні 1942 року брала участь у підпалі біржі праці, після чого повернулася в клуб, де співала для німецьких офіцерів, щоб відвернути їхню увагу від пожежі на біржі. Смілива операція молодогвардійців врятувала від відправлення в Німеччину близько двох тисяч юнаків і дівчат Краснодонського району. За завданням штабу Люба неодноразово їздила в Ворошиловград, Каменськ та інші населені пункти, здійснюючи зв'язок з партизанами.
Несподівано поліція заарештувала одного з членів підпільної групи як антинацистськи налаштованого, але, оскільки даних про його зв'язки з радянською розвідкою поліція не мала, незабаром він, з дозволу СД, був звільнений. Однак необережність цього члена групи ускладнила роботу Шевцової. У вересні 1942 року на квартиру, де зупинялася Шевцова, прийшли німці і поцікавилися, де вона проживає. Вона в цей час була у своїх рідних в Краснодоні. Приїхавши в Ворошиловград і дізнавшись про відвідування німців, вона покинула місто. З'являтися в Ворошиловграді було небезпечно, але вона ще кілька разів приїжджала в місто, намагаючись встановити зв'язок із керівником групи. Ризикуючи життям, Шевцова спробувала забрати рацію і вивезти її в Краснодон. Встановити зв'язок з керівниками групи їй так і не вдалося. Збереглася записка Шевцової до керівника групи, написана олівцем на клаптику нотного паперу:
«... Я була у вас, що, у вас погане становище? Але все одно має бути таким, як підлягає, цілим і збереженим. Якщо буде погано вам жити, то спробуйте пробратися до мене, у нас значно краще, а без мого дозволу нічого не робіть. Я, можливо, відвезу або віднесу все потроху своє придане. Якщо приїдете до мене, то моя адреса. міс. Краснодон, вул.Чкалова, N27.»
Шевцова не знала, що в цей час її рація була знищена керівником групи.
8 січня 1943 року Любов Шевцова була заарештована краснодонською поліцією.
Гітлерівці давно розшукували її як радянську радистку, тому, прагнучи дізнатися від неї шифри і явки, мучили підпільницю особливо довго і жорстоко. Але вони нічого не досягли. 31 січня 1943 року Любов Шевцову разом з Дмитром Огурцовим, Семеном Остапенком та Віктором Субботіним під посиленим конвоєм доставили в окружну жандармерію в місто Ровеньки. 9 лютого після тортур і знущань їх розстріляли в Гримучому лісі на околиці міста.
Похована Любов Шевцова в братській могилі жертв нацизму в центрі міста Ровеньки в сквері імені «Молодої гвардії».

## Нагороди
Указом Президії Верховної Ради СРСР від 13 вересня 1943 року Шевцовій Любові Григорівні було присвоєне звання Героя Радянського Союзу (посмертно).
Нагороджена орденом Леніна (13.09.1943) і медаллю.

## Вшанування пам'яті
Ім'ям Любові Шевцової названо вулиці і провулки в низці населених пунктів України і Росії.
У Луганську і Ровеньках встановлені її погруддя.